# Archamia buruensis
Archamia buruensis és una espècie de peix pertanyent a la família dels apogònids.

## Descripció
- Pot arribar a fer 7,5 cm de llargària màxima.
- 7 espines i 9 radis tous a l'aleta dorsal i 2 espines i 12-13 radis tous a l'anal.[6][7]

## Reproducció
Els mascles coven els ous dins llurs boques fins al moment de la desclosa.

## Hàbitat
És un peix marí i d'aigua salabrosa, associat als esculls i de clima tropical que viu entre 0-6 m de fondària als manglars i a prop dels estuaris i de la desembocadures dels rius.

## Distribució geogràfica
Es troba al Pacífic occidental central: des d'Indonèsia fins a Fiji i Taiwan.

## Observacions
És inofensiu per als humans.